# Thelypteris subaurita
Thelypteris subaurita là một loài thực vật có mạch trong họ Thelypteridaceae. Loài này được (Tagawa) Ching miêu tả khoa học đầu tiên năm 1936.